# تآكل جلدي

شكل يوضح القرحة والتآكل والشق الجلدي.

القرحة الجلدية والتسحج والتآكل.

إن التآكل (بالإنجليزية: Erosion)‏ الذي يصيب الجلد عبارة عن فقدان جزئي في جزء من البشرة، وغالبا ما تكون المنطقة المتآكلة رطبة ومحددة وغالبا منخفضة.